# أليجرا كينت
أليجرا كينت (بالإنجليزية: Allegra Kent) هي كاتِبة وراقصة باليه أمريكية، ولدت في 11 أغسطس 1937 في سانتا مونيكا في الولايات المتحدة.

## وصلات خارجية
- أليجرا كينت على موقع IMDb (الإنجليزية)
- أليجرا كينت على موقع مونزينجر (الألمانية)
- أليجرا كينت على موقع قاعدة بيانات برودواي على الإنترنت (الإنجليزية)
- أليجرا كينت على موقع قاعدة بيانات الفيلم (الإنجليزية)